# Шершнев, Алексей (спортсмен)
Алексей Шершнев (род. 18 декабря 1979) — российский дзюдоист, призёр чемпионатов России, чемпион мира среди юниоров, мастер спорта России международного класса. Тренировался под руководством Александра Трифонова и Петра Трутнева. Выступал в полусредней весовой категории (до 81 кг). Чемпион (1997) и бронзовый призёр (1998) первенств России среди юниоров. Бронзовый призёр первенства Европы среди юниоров 1997 года. Чемпион мира среди юниоров 1998 года. Чемпион России среди молодёжи 2000 года. Серебряный (2000) и бронзовый (1998, 2001) призёр чемпионатов России среди взрослых. Серебряный призёр открытого чемпионата США 1999 года. Бронзовый призёр Кубка России по дзюдо 2001 года. В 2000 году занял 5-е место на чемпионате Европы в Роттердаме.

## Спортивные результаты
- Первенство России по дзюдо среди юниоров 1997 года — ;
- Первенство Европы по дзюдо среди юниоров 1997 года — ;
- Первенство России по дзюдо среди юниоров 1998 года — ;
- Первенство мира по дзюдо среди юниоров 1998 года — ;
- Чемпионат России по дзюдо 1998 года — ;
- Открытый чемпионат США 1999 года — ;
- Первенство России по дзюдо среди молодёжи 2000 года — ;
- Чемпионат России по дзюдо 2000 года — ;
- Чемпионат России по дзюдо 2001 года — ;
- Кубок президента России 2001 года — ;